# Congrés Popular Oromo
El Congrés Popular Oromo (Oromo People's Congress OPC) fou un partit polític d'Etiòpia d'àmbit regional i ètnic oromo creat el 1996 amb el nom de Congrés Nacional Oromo (ONC). A les eleccions del 2005 el ONC va obtenir 42 escons a la cambra federal de 178 escons; A les eleccions del mateix any a la cambra regional (de 534 escons) el ONC va obtenir 105 escons i fou el principal partit d'oposició (era membre de la Unió de Forces Democràtiques Etiòpiques/Union of Ethiopian Democratic Forces).
El 2006 una facció de l'Oromo Nacional Congress va iniciar converses per fer aliança amb l'Organització Popular Democràtica Oromo (OPDO); una part (sembla que majoritària) del partit no hi va estar d'acord i va formar una facció amb el mateix nom, però el Comitè Electoral Nacional d'Etiòpia els va obligar a canviar el nom (2008) que va passar a ser Congrés Popular Oromo. Aquest nou partit el 13 de gener del 2009 es va fusionar amb el Moviment Democràtic Federalista Oromo (OFDM) per formar el Congrés Federalista Oromo. El seu líder fou Merera Gudina. La fusió no fou reconeguda pel Comitè Electoral Nacional d'Etiòpia, cosa que, si bé no va impedir una actuació conjunta, va forçar a establir una coalició i al manteniment nominal dels dos partits. Van fer aliança amb la Unió de Forces Democràtiques Etiòpiques, i l'ARENA de l'expresident Negasso Gidada i darrerament van formar part del Medrek (Fòrum pel Diàleg Democràtic).

## Banderes
La bandera del Congrés Nacional Oromo va ser usada fins al 2008; llavors el Congrés Popular Oromo va utilitzar una bandera blanca amb el seu emblema; hi ha una variant de la bandera del Congrés Nacional Oromo que podria ser la utilitzada per la facció que va esdevenir Congrés Popular, però la identificació no està confirmada.
La bandera del Moviment Democràtic Federalista Oromo fou adoptada pel partit unit (després coalició) des de 2009.